# Colin Clark (cineasta)
Colin Clark (9 de outubro de 1932 – 17 de dezembro de 2002) foi escritor e cineasta britânico especialista em filmes para o cinema e televisão. Ficou mais conhecido na atualidade após dois de seus livros sobre Marilyn Monroe terem sido adaptados para o cinema no filme My Week with Marilyn (2011).
1. ↑  «Mais sobre: Colin Clark». Aventuras na História. Consultado em 26 de outubro de 2024